# Захват японского посольства в Лиме

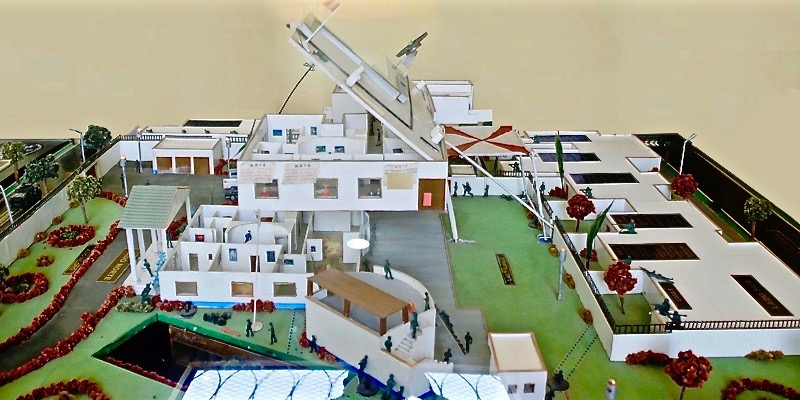
Модель, представляющая операцию «Chavín de Huántar»

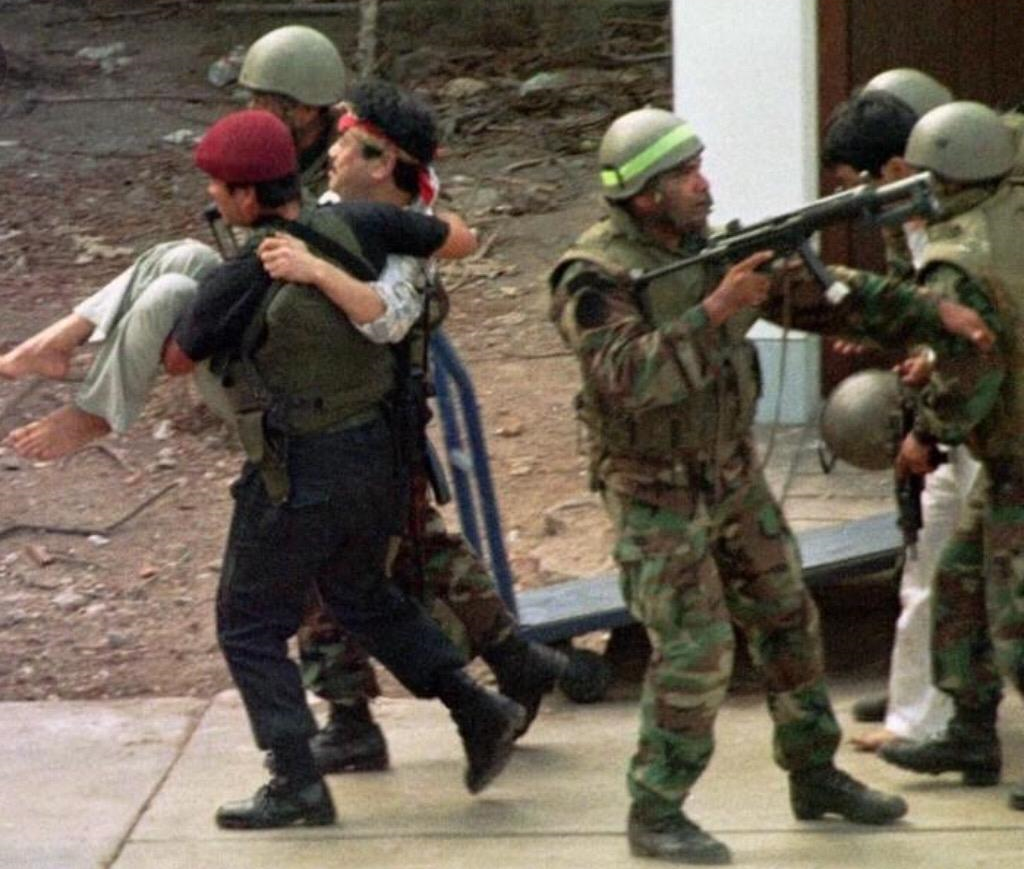
Перуанские коммандос спасают японского дипломата

Захват посольства Японии (исп. Toma de la residencia del embajador de Japón en Lima, яп. 在ペルー日本大使公邸占拠事件 Zai perū Nihon taishi kōtei senkyo jiken) — террористический акт Революционного движения им. Тупака Амару (РДТА), совершённый 17 декабря 1996 года в столице Перу Лиме, когда 14 членов РДТА взяли в заложники сотни высокопоставленных дипломатов, правительственных и военных чиновников и бизнесменов, которые присутствовали на званном вечере в официальной резиденции посла Японии в Перу Морихиса Аоки на праздновании 63-й годовщины со дня рождения императора Акихито. Хотя, строго говоря, кризис произошёл в резиденции послов в престижном районе Сан-Исидро, а не в самом посольстве, средства массовой информации и другие называют его захватом заложников в японском посольстве, и именно так он общеизвестен.
Всего было захвачено 490 человек (40 дипломатов из 26 стран, многие министры, брат действующего президента Перу Альберто Фухимори и других), находившихся в посольстве по случаю праздника. Террористы потребовали освобождения заключённых руководителей организации и 400 соратников, выдвинули требования политико-экономического характера. Вскоре были отпущены женщины и дети; на десятый день в посольстве остались 103 заложника, к 22 апреля 1997 года — 72 заложника.
Иностранные женщины-заложницы были освобождены в первую ночь после первоначальной перестрелки и нескольких часов в Перу, а большинство остальных иностранцев — спустя 5 дней постоянных угроз убийством. После нахождения в заложниках на протяжении 126 дней оставшиеся высокопоставленные лица были освобождены 22 апреля 1997 года в результате рейда коммандос Перуанских вооруженных сил, в ходе которого один заложник, два коммандос и все боевики РДТА были убиты. Операция была воспринята большинством перуанцев как большой успех, и она привлекла внимание средств массовой информации во всём мире. Президент Альберто Фухимори первоначально получил большой кредит доверия за спасение жизни заложников.
Позже появились сообщения, в которых утверждалось, что несколько повстанцев были казнены после освобождения посольства. Японский дипломат Хидетака Огура показал, что трое повстанцев подвергались пыткам. Двое из коммандос утверждали, что видели Эдуардо «Тито» Круза живым и в заключении, прежде чем его нашли с пулевой раной в шее на заднем дворе. Эти выводы вызвали гражданские иски против военнослужащих со стороны родственников погибших боевиков. В 2005 году Генеральная прокуратура в Перу разрешила предъявить обвинения и провести слушания. После массовых протестов в защиту коммандос и после военного судебного надзора все обвинения были сняты. Однако дальнейшие расследования были переданы в Межамериканский суд по правам человека, который в 2015 году постановил, что Крус стал жертвой внесудебного убийства и что перуанское правительство нарушило международное право, лишив Круса жизни без должного процесса. Суд также пришёл к выводу, что были нарушены права двух других боевиков — 25-летнего Виктора Пекероса и 17-летнего Эрмы Мелендеса.

## Отражение в культуре
- Bel Canto Энн Пэтчетт — роман, в основе которого лежат события кризиса. Он лёг в основу одноимённых оперы и фильма.
- В компьютерной игре Tom Clancy’s Rainbow Six: Rogue Spear было выпущено отдельное дополнение «Black Thorn», рассказывающее о военной операции по освобождению заложников в японском посольстве в Лиме.